# Volta a Llombardia 1991
La Volta a Llombardia 1991 fou la 85a edició de la clàssica ciclista Volta a Llombardia. La cursa es va disputar el 19 d'octubre de 1991, sobre un recorregut de 242 km, i era la dotzena prova de la Copa del Món de ciclisme de 1991. El vencedor final fou l'irlandès Seán Kelly, que s'imposà en l'arribada a Monza.

## Classificació general
|    | Ciclista               | Equip                     | Temps      |
| -- | ---------------------- | ------------------------- | ---------- |
| 1  | Seán Kelly (IRL)       | Helvetia-La Suisse        | 6h 10' 38" |
| 2  | Martial Gayant (FRA)   | Toshiba                   | m. t.      |
| 3  | Franco Ballerini (ITA) | Del Tongo-Rex             | + 35"      |
| 4  | Bruno Cornillet (FRA)  | Z-Peugeot                 | m. t.      |
| 5  | Rolf Sørensen (DEN)    | Ariostea                  | + 2' 09"   |
| 6  | Alberto Volpi (ITA)    | Chateau d'Ax-Gatorade     | m. t.      |
| 7  | Dante Rezze (FRA)      | RMO                       | m. t.      |
| 8  | Laurent Jalabert (FRA) | Toshiba                   | + 2' 19"   |
| 9  | Sammie Moreels (BEL)   | Lotto-Super Club          | m. t.      |
| 10 | Marco Vitali (ITA)     | Jolly Componibili-Club 88 | m. t.      |